# УЕФА квалификације за Светско првенство у фудбалу за жене 2023 — група И
Група И, квалификационог такмичења УЕФА за Светско првенство у фудбалу за жене 2023. се састојала од шест репрезентација: Француска, Велс, Словенија, Грчка, Естонија и Казахстан. Састав девет група у квалификационој групној фази одређен је жребом одржаним 30. априла 2021. са тимовима који су били носиоци према рангу коефицијената.
Група се играла у кругу, као домаћин и у гостима, између 17. септембра 2021. и 6. септембра 2022. са паузом за Европско првенство за жене 2022. у јулу. Победнице група су се квалификовале на завршни турнир, док су другопласиране прочле у плеј-оф другог кола ако су биле једна од три најбоља другопласираних у свих девет група (рачунајући резултате против петопласиране екипе).

#### Табела
| Pos | Тим       | О  | П  | Н | И  | ГД | ГП | ГР  | Бод. | Qualification                             |
| --- | --------- | -- | -- | - | -- | -- | -- | --- | ---- | ----------------------------------------- |
| 1   | Француска | 10 | 10 | 0 | 0  | 54 | 4  | +50 | 30   | Светско првенство у фудбалу за жене 2023. |
| 2   | Велс      | 10 | 6  | 2 | 2  | 22 | 5  | +17 | 20   | Плеј-оф                                   |
| 3   | Словенија | 10 | 5  | 3 | 2  | 21 | 6  | +15 | 18   |                                           |
| 4   | Грчка     | 10 | 4  | 1 | 5  | 12 | 28 | −16 | 13   |                                           |
| 5   | Естонија  | 10 | 2  | 0 | 8  | 7  | 43 | −36 | 6    |                                           |
| 6   | Казахстан | 10 | 0  | 0 | 10 | 4  | 34 | −30 | 0    |                                           |

## Утакмице
Сва времена су CET/CEST, како наводи УЕФА (локална времена, ако се разликују, она су у загради).
| Грчка | 0 : 10                          | Француска |
| ----- | ------------------------------- | --- |
|       | Извештај (ФИФА) Извештај (УЕФА) | Мајри 14’ · Гејоро 15’, 40’ · Катото 18’, 25’, 53’ · Палама 30’ (а.г.) · Дијани 38’ · Асеји 65’ · Ренард 90+2’ (пен.) |

| Естонија | 0 : 4                           | Словенија                                  |
| -------- | ------------------------------- | ------------------------------------------ |
|          | Извештај (ФИФА) Извештај (УЕФА) | Прашникар 21’, 48’ · Голоб 31’ · Агреж 54’ |

| Велс                                                                  | 6 : 0                           | Казахстан |
| --------------------------------------------------------------------- | ------------------------------- | --------- |
| К. Грин 17’, 71’ · Хардинг 30’ · Ров 54’ · Еванс 90+1’ · Холанд 90+3’ | Извештај (ФИФА) Извештај (УЕФА) |           |

| Естонија | 0 : 1                           | Велс       |
| -------- | ------------------------------- | ---------- |
|          | Извештај (ФИФА) Извештај (УЕФА) | Хардинг 5’ |

| Грчка                                        | 3 : 2                           | Казахстан                         |
| -------------------------------------------- | ------------------------------- | --------------------------------- |
| Спиридонидоу 7’, 72’ · Аитимова 45+2’ (а.г.) | Извештај (ФИФА) Извештај (УЕФА) | Бортникова 19’ · Киргизбајева 81’ |

| Словенија                       | 2 : 3                           | Француска                            |
| ------------------------------- | ------------------------------- | ------------------------------------ |
| Прашникар 20’ · Звер 88’ (пен.) | Извештај (ФИФА) Извештај (УЕФА) | Катото 28’, 60’ · Мајри 90+4’ (пен.) |

| Казахстан | 0 : 1                           | Грчка       |
| --------- | ------------------------------- | ----------- |
|           | Извештај (ФИФА) Извештај (УЕФА) | Полуиоу 85’ |

| Словенија | 1 : 1                           | Велс        |
| --------- | ------------------------------- | ----------- |
| Роган 69’ | Извештај (ФИФА) Извештај (УЕФА) | К. Грин 71’ |

| Француска | 11 : 0                          | Естонија |
| --- | ------------------------------- | -------- |
| Гејоро 5’ · Катото 15’ · Перисет 25’ (пен.) · Каскарино 29’ · Толети 45’ · Орав 52’ (а.г.) · Дијани 53’ · Тункара 65’, 72’ · Сар 79’ (а.г.) · Дали 90’ | Извештај (ФИФА) Извештај (УЕФА) |          |

| Казахстан | 0 : 5                           | Француска                                   |
| --------- | ------------------------------- | ------------------------------------------- |
|           | Извештај (ФИФА) Извештај (УЕФА) | Катото 9’, 23’ · Дали 17’ · Малард 38’, 54’ |

| Грчка                   | 1 : 4                           | Словенија                         |
| ----------------------- | ------------------------------- | --------------------------------- |
| Чатциниколау 10’ (пен.) | Извештај (ФИФА) Извештај (УЕФА) | Звер 8’, 59’ · Прашникар 18’, 86’ |

| Велс                                            | 4 : 0                           | Естонија |
| ----------------------------------------------- | ------------------------------- | -------- |
| Џејмс 27’ · Вард 48’ · Хардинг 54’ · Ингл 90+3’ | Извештај (ФИФА) Извештај (УЕФА) |          |

| Словенија                                                                    | 6 : 0                           | Естонија |
| ---------------------------------------------------------------------------- | ------------------------------- | -------- |
| Прашникар 9’, 38’ · Корошец 33’ · Колбл 73’ · Радик 79’ (а.г.) · Куштрин 89’ | Извештај (ФИФА) Извештај (УЕФА) |          |

| Велс                                                | 5 : 0                           | Грчка |
| --------------------------------------------------- | ------------------------------- | ----- |
| Ингле 7’ · Грин 17’ · Холанд 26’, 56’ · Хардинг 64’ | Извештај (ФИФА) Извештај (УЕФА) |       |

| Француска                                                                        | 6 : 0                           | Казахстан |
| -------------------------------------------------------------------------------- | ------------------------------- | --------- |
| Асеји 5’ · Каскарино 9’ · Катато 24’ · Перисет 37’ · Гувин 72’ (пен.) · Дали 74’ | Извештај (ФИФА) Извештај (УЕФА) |           |

| Словенија | 0 : 0                           | Грчка |
| --------- | ------------------------------- | ----- |
|           | Извештај (ФИФА) Извештај (УЕФА) |       |

| Француска               | 2 : 0                           | Велс |
| ----------------------- | ------------------------------- | ---- |
| Дијани 45+2’ · Баша 90’ | Извештај (ФИФА) Извештај (УЕФА) |      |

| Казахстан | 0 : 2                           | Словенија                |
| --------- | ------------------------------- | ------------------------ |
|           | Извештај (ФИФА) Извештај (УЕФА) | Прашникар 6’ · Ерман 26’ |

| Естонија    | 1 : 3                           | Грчка                        |
| ----------- | ------------------------------- | ---------------------------- |
| Химанен 63’ | Извештај (ФИФА) Извештај (УЕФА) | Конгоули 14’, 21’ · Сари 76’ |

| Велс      | 1 : 2                           | Француска               |
| --------- | ------------------------------- | ----------------------- |
| Ингле 71’ | Извештај (ФИФА) Извештај (УЕФА) | Ренард 31’ · Катото 57’ |

| Казахстан | 0 : 3                           | Велс                                   |
| --------- | ------------------------------- | -------------------------------------- |
|           | Извештај (ФИФА) Извештај (УЕФА) | К. Грин 30’ · Хардинг 42’ · Фишлок 65’ |

| Грчка                                  | 3 : 0                           | Естонија |
| -------------------------------------- | ------------------------------- | -------- |
| Сари 19’ · Конгоули 48’ · Поулиолу 74’ | Извештај (ФИФА) Извештај (УЕФА) |          |

| Француска     | 1 : 0                           | Словенија |
| ------------- | ------------------------------- | --------- |
| Каскарино 47’ | Извештај (ФИФА) Извештај (УЕФА) |           |

| Естонија                                 | 4 : 2                           | Казахстан                         |
| ---------------------------------------- | ------------------------------- | --------------------------------- |
| Сар 61’, 88’ · Химанен 71’ · Тамик 90+5’ | Извештај (ФИФА) Извештај (УЕФА) | Турлибекова 37’ · Бортоникова 52’ |

| Естонија | 0 : 9                           | Француска                                                                                    |
| -------- | ------------------------------- | -------------------------------------------------------------------------------------------- |
|          | Извештај (ФИФА) Извештај (УЕФА) | Каскарино 6’ · Дали 17’ (пен.) · Сар 24’, 29’, 45’, 47’ · Матео 59’ (пен.), 67’ · Гејоро 83’ |

| Словенија              | 2 : 0                           | Казахстан |
| ---------------------- | ------------------------------- | --------- |
| Маковец 33’ · Звер 67’ | Извештај (ФИФА) Извештај (УЕФА) |           |

| Грчка | 0 : 1                           | Велс     |
| ----- | ------------------------------- | -------- |
|       | Извештај (ФИФА) Извештај (УЕФА) | Џонс 34’ |

| Казахстан | 0 : 2                           | Естонија                     |
| --------- | ------------------------------- | ---------------------------- |
|           | Извештај (ФИФА) Извештај (УЕФА) | Демидова 8’ (а.г.) · Сар 17’ |

| Француска                                                 | 5 : 1                           | Грчка       |
| --------------------------------------------------------- | ------------------------------- | ----------- |
| Гејоро 9’ · Дијани 18’, 45+9’ · Малард 45’ · Балтимор 59’ | Извештај (ФИФА) Извештај (УЕФА) | Когоули 20’ |

| Велс | 0 : 0                           | Словенија |
| ---- | ------------------------------- | --------- |
|      | Извештај (ФИФА) Извештај (УЕФА) |           |

## Голгетерке
Укупно је постигнуто  120 голова у 30 утакмица, с просеком од 4 гола по утакмици.
10 голова
- Марија Антоанета Катото

8 голова
- Лара Прашникар

5 голова
- Кадидиатоу Дијани
- Грејс Гејоро]
- Кејли Грин
- Наташа Хардиг

4 гола
- Делфина Каскарино
- Кенза Дали
- Олејмата Сар
- Софија Когоули
- Матеја Звер

1 аутогол
- Марија Орав (против Француске)
- Пиле Радик (против Словеније)
- Хелери Сар (против Француске)
- Марија Палама (против Француске)
- Ајгерим Ајтимова (против Грчке)
- Марија Демидова (против Естоније)

## Белешке
1. ↑  CEST (УТЦ+2) за датуме између 28. марта и 31. октобра 2021. и између 27. марта и 30. октобра 2022., и CET (УТЦ+1) за све остале датуме.